# Filmografia di Stanlio e Ollio

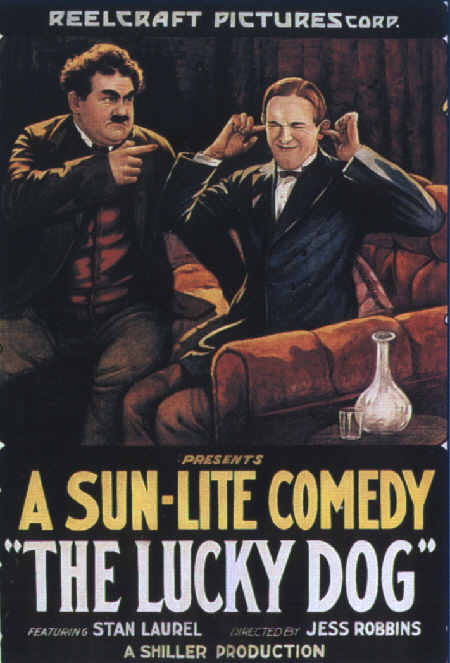
Poster del cortometraggio Cane fortunato (1921), il primo recitato ufficialmente dalla coppia insieme

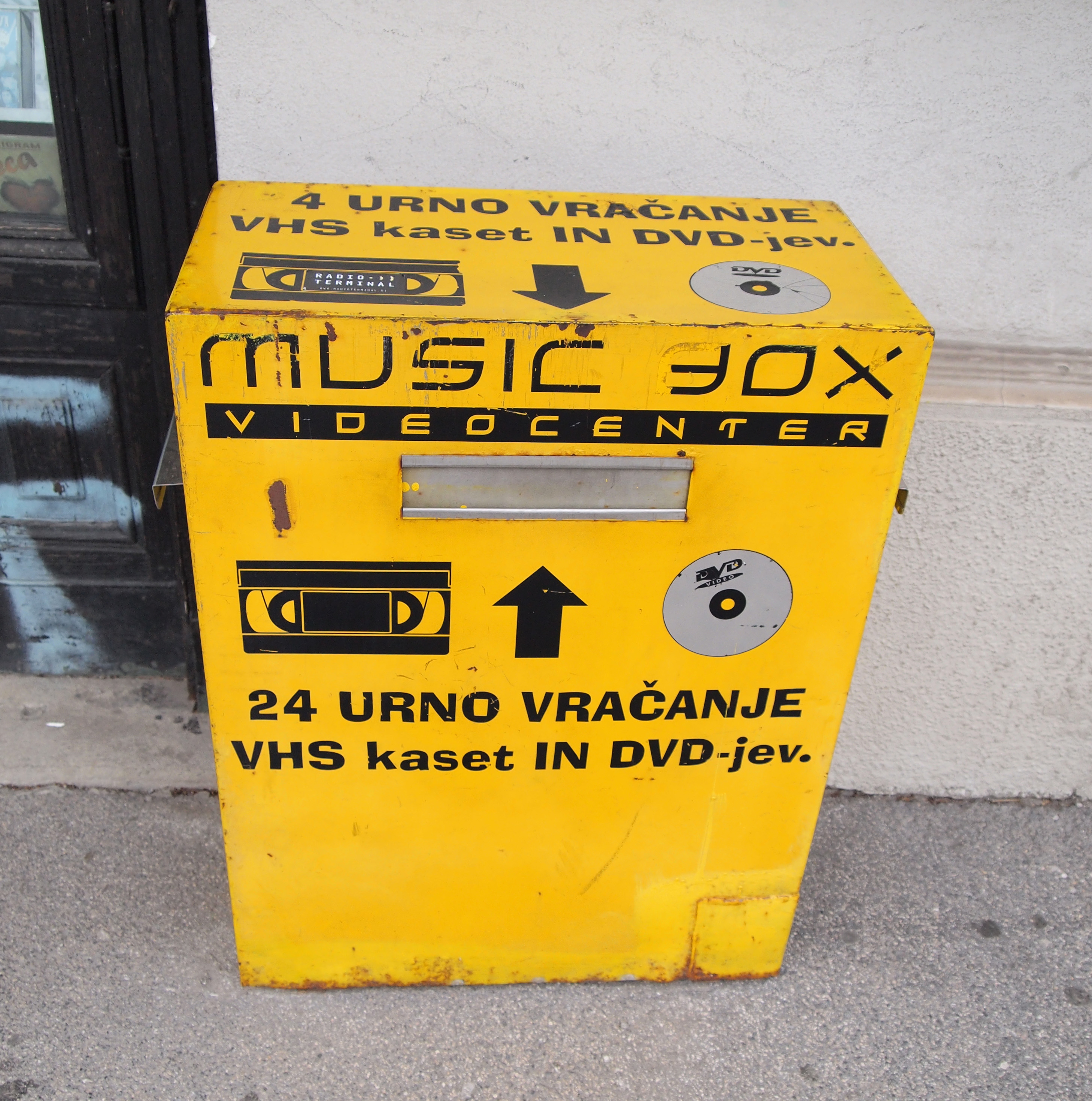
Inizio de La scala musicale

La voce contiene la filmografia di Stanlio e Ollio (Stan Laurel e Oliver Hardy). Inoltre contiene anche i film che Laurel e Hardy girarono in varie lingue diverse, nonché le versioni italiane delle loro pellicole. In totale hanno recitato in 106 film (34 cortometraggi muti, 45 cortometraggi sonori e 27 lungometraggi sonori). Il cortometraggio La scala musicale è fra i più noti della coppia e vinse il premio Oscar come miglior cortometraggio.

## Film di Laurel e Hardy prima della coppia
Laurel e Hardy, prima di essere noti come Stanlio e Ollio, girarono all'epoca del muto, da soli, svariate brevi comiche. Più prolifica fu l'attività di Hardy, che recitò in oltre 200 comiche.

## Filmografia

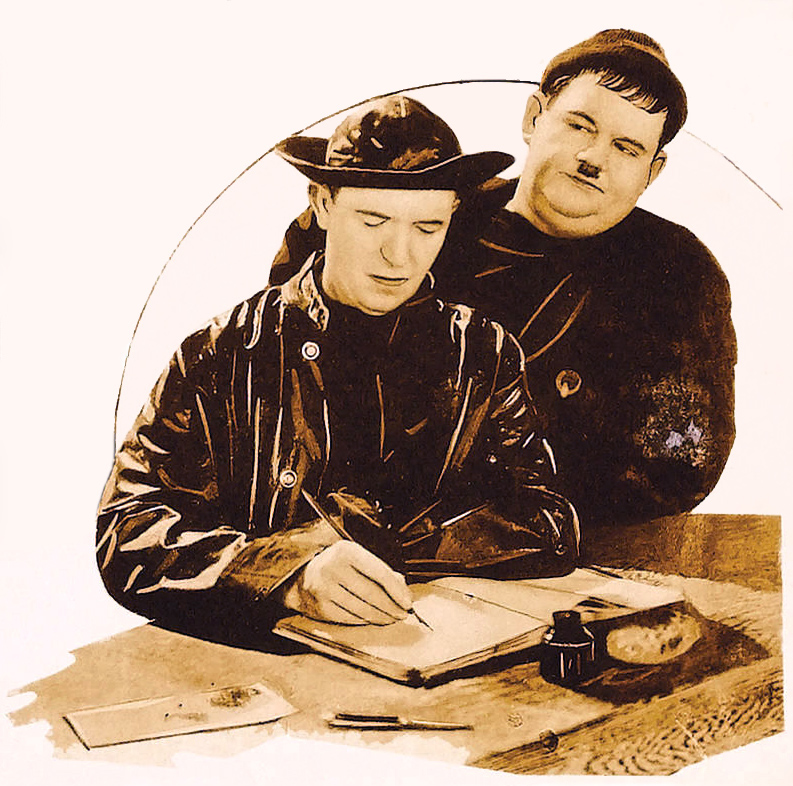
Poster di Pugno di ferro

Quello che segue è un elenco della filmografia ufficiale di Laurel e Hardy stabilita come Stanlio e Ollio: The Magic Behind the Movies di Randy Skretvedt e Laurel and Hardy di John McCabe, Al Kilgore e Richard R. Bann. Ogni libro elenca 105 film, mentre, nell'appendice, Skredvedt ne aggiunge un 106°, Now I'll Tell One, un film precedentemente perso che è stato parzialmente riscoperto.
Salvo quando diversamente indicato, tutti questi film sono stati filmati in bianco e nero, prodotti da Hal Roach e pubblicati dalla Metro-Goldwyn-Mayer. Inoltre, se non diversamente specificato, tutti i cortometraggi sono di due rulli. Tutti i film usciti prima del 1928 sono muti e tutti quelli prodotti dopo il 1929 sono sonori. I film del 1928 sono muti ad eccezione di quelli indicati, mentre quelli del 1929 sono identificati come muto, tutto parlato o film sonori solo con musica ed effetti sonori.
| Data di uscita    | Titolo | Corto / lungo | Note |
| ----------------- | --- | ------------- | --- |
| 10 ottobre 1921   | Cane fortunato (A Lucky Dog)                                                                                           | Corto         | Prodotto dalla Shiller Production Productions |
| 26 dicembre 1926  | A 45 minuti da Hollywood (45 Minutes from Hollywood)                                                                   | Corto         | Pubblicato dalla Pathé Exchange Ollio ha un ruolo di supporto e Stanlio una piccola parte |
| 13 marzo 1927     | Zuppa d'anatra (Duck Soup)                                                                                             | Corto         | Pubblicato dalla Pathé Exchange Basato su "Home From the Honeymoon", uno sketch scritto da Arthur J. Jefferson (padre di Stan Laurel)                                                                                 |
| 3 aprile 1927     | Mogli sfuggenti - Mogli insinuanti (Slipping Wives)                                                                    | Corto         | Pubblicato dalla Pathé Exchange |
| 12 giugno 1927    | Amale e piangi (Love 'Em and Weep)                                                                                     | Corto         | Pubblicato dalla Pathé Exchange |
| 17 luglio 1927    | Perché le ragazze amano i marinai (Why Girls Love Sailors)                                                             | Corto         | Pubblicato dalla Pathé Exchange |
| 28 agosto 1927    | Con amore e fischi (With Love and Hisses)                                                                              | Corto         | Pubblicato dalla Pathé Exchange |
| 10 settembre 1927 | Come mi pento - Ricconi (Sugar Daddies)                                                                                | Corto         | pubblico dominio |
| 25 settembre 1927 | Marinai in guardia (Sailors, Beware!)                                                                                  | Corto         | Pubblicato dalla Pathé Exchange |
| 5 ottobre 1927    | Now I'll Tell One | Corto         | Film parzialmente perso |
| 8 ottobre 1927    | I due galeotti (The Second Hundred Years)                                                                              | Corto         | Il primo film "ufficiale" dove Stanlio e Ollio vengono presentati come un duo |
| 15 ottobre 1927   | Una famiglia di matti (Call of the Cuckoo)                                                                             | Corto         | Stanlio e Ollio e Charley Chase in un ruolo di supporto |
| 5 novembre 1927   | Giù i cappelli - Rompi il cappello (Hats Off)                                                                          | Corto         | Film perduto |
| 20 novembre 1927  | I detective pensano? (Do Detectives Think?)                                                                            | Corto         | Primo film in cui il duo appare nei loro costumi standard Public Domain |
| 3 dicembre 1927   | Metti i pantaloni a Philip (Putting Pants on Philip)                                                                   | Corto         | Il loro primo film "ufficiale" insieme come squadra |
| 31 dicembre 1927  | La battaglia del secolo (The Battle of the Century)                                                                    | Corto         | Una volta parzialmente perso, ma successivamente trovato, nel 2015 |
| 28 gennaio 1928   | Lasciali ridendo - Mal di denti (Leave 'Em Laughing)                                                                   | Corto         | pubblico dominio |
| 12 febbraio 1928  | Elefanti che volano - Elefanti volanti (Flying Elephants)                                                              | Corto         | pubblico dominio |
| 25 febbraio 1928  | Il tocco finale (The Finishing Touch)                                                                                  | Corto         | pubblico dominio |
| 24 marzo 1928     | Pranzo di gala - Dalla minestra alla frutta (From Soup to Nuts)                                                        | Corto         | pubblico dominio |
| 21 aprile 1928    | Musica classica (You're Darn Tootin')                                                                                  | Corto         | pubblico dominio |
| 19 maggio 1928    | Una bella serata - Il loro momento magico (Their Purple Moment)                                                        | Corto         | pubblico dominio |
| 8 settembre 1928  | Gli uomini sposati devono andare a casa? - Gli uomini sposati dovrebbero restare a casa? (Should Married Men Go Home?) | Corto         | Il primo film di Hal Roach a presentare Laurel e Hardy come una squadra. Le precedenti apparizioni insieme erano state presentate sotto il banner "All-Star Comedy" di Roach                                          |
| 6 ottobre 1928    | Le ore piccole - Presto a letto - Tutti a letto (Early to Bed)                                                         | Corto         | pubblico dominio |
| 3 novembre 1928   | Marinai a terra (Two Tars)                                                                                             | Corto         | pubblico dominio |
| 1 dicembre 1928   | Habeas corpus - Paura al cimitero (Habeas Corpus)                                                                      | Corto         | Sonoro (solo musica ed effetti sonori) |
| 29 dicembre 1928  | Noi sbagliamo (We Faw Down)                                                                                            | Corto         | Sonoro (solo musica ed effetti sonori) |
| 26 gennaio 1929   | Libertà - Viva la libertà (Liberty)                                                                                    | Corto         | Sonoro (solo musica ed effetti sonori) |
| 23 febbraio 1929  | Blueboy, un cavallo per un quadro - Di nuovo sbagliato (Wrong Again)                                                   | Corto         | Sonoro (solo musica ed effetti sonori) |
| 23 marzo 1929     | Ecco mia moglie - Nostra moglie (That's My Wife)                                                                       | Corto         | Sonoro (solo musica ed effetti sonori) |
| 29 aprile 1929    | Affari in grande - Grandi affari - Uomini d'affari (Big Business)                                                      | Corto         | Muto Aggiunto al National Film Registry nel 1992 |
| 4 maggio 1929     | Non abituati come siamo - Noi novellini (Unaccostumed As We Are)                                                       | Corto         | Sonoro (tutto parlato) |
| 28 maggio 1929    | Agli ordini di sua altezza - Doppia baldoria (Double Whoopee)                                                          | Corto         | Muto. Presenta una notevole comparsa giovanile di Jean Harlow |
| 1 giugno 1929     | Concerto di violoncello - Concerto per violoncello (Berth Marks)                                                       | Corto         | Sonoro (tutto parlato) |
| 29 giugno 1929    | I due ammiragli (Men o' War)                                                                                           | Corto         | Sonoro (tutto parlato) |
| 10 agosto 1929    | Tempo di pic-nic (Perfect Day)                                                                                         | Corto         | Sonoro (tutto parlato) |
| 21 settembre 1929 | L'esplosione (They Go Boom!)                                                                                           | Corto         | Sonoro (tutto parlato) |
| 19 ottobre 1929   | Squadra sequestri - Gli acchiappamosche - Gli acchiappagrane (Bacon Grabbers)                                          | Corto         | Sonoro (solo musica ed effetti sonori) |
| 16 novembre 1929  | Lavori forzati (The Hoose-Gow)                                                                                         | Corto         | Sonoro (tutto parlato) |
| 29 novembre 1929  | Hollywood che canta (The Hollywood Revue of 1929)                                                                      | Lungo         | Sonoro (tutto parlato) Rivista di celebrità prodotta dalla Metro-Goldwyn-Mayer Nomination—Oscar al miglior film |
| 14 dicembre 1929  | La capra Penelope - Amor di capra (Angora Love)                                                                        | Corto         | Sonoro (solo musica ed effetti sonori) |
| 4 gennaio 1930    | I ladroni - I due ladroni (Night Owls)                                                                                 | Corto         | |
| 8 febbraio 1930   | La sbornia - Lo sbaglio (Blotto)                                                                                       | Corto         | Tre rulli |
| 22 marzo 1930     | I monelli (Brats) | Corto         | |
| 26 aprile 1930    | Sotto zero (Below Zero)                                                                                                | Corto         | |
| 10 maggio 1930    | Il canto del bandito - Amore gitano (The Rogue Song)                                                                   | Lungo         | Film operetta prodotto dalla Metro-Goldwyn-Mayer con Stanlio e Ollio in un ruolo di supporto Filmato in Technicolor Parzialmente perso                                                                                |
| 31 maggio 1930    | Un marito servizievole - L'antenna - Pazzia pura (Hog Wild)                                                            | Corto         | |
| 6 settembre 1930  | L'eredità - L'erede - I vagabondi (The Laurel-Hardy Murder Case)                                                       | Corto         | Tre rulli |
| 29 novembre 1930  | Un nuovo imbroglio - Un altro bel pasticcio - Un nuovo bell'imbroglio (Another Fine Mess)                              | Corto         | Tre rulli Remake di Zuppa d'anatra |
| 7 febbraio 1931   | La bugia - Siate grandi! (Be Big!)                                                                                     | Corto         | Tre rulli |
| 21 febbraio 1931  | I polli tornano a casa - Donne e guai - Polli, tornate a casa - Polli tornate a casa (Chickens Come Home)              | Corto         | Tre rulli |
| 1 aprile 1931     | I gioielli rubati (The Stolen Jools)                                                                                   | Corto         | Presentato dalla National Variety Artists e pubblicato dalla Paramount Breve comparsa di Stanlio e Ollio |
| 4 aprile 1931     | Non c'è niente da ridere - Vita a tre - Risate a crepapelle (Laughing Gravy)                                           | Corto         | |
| 16 maggio 1931    | La sposa rapita (Our Wife)                                                                                             | Corto         | |
| 15 agosto 1931    | Muraglie (Pardon Us)                                                                                                   | Lungo         | |
| 19 settembre 1931 | Un salvataggio pericoloso - Confessate! (Come Clean)                                                                   | Corto         | |
| 31 ottobre 1931   | Andiamo a lavorare - Una buona svolta (One Good Turn)                                                                  | Corto         | |
| 12 dicembre 1931  | I due legionari - Legione straniera (Beau Hunks)                                                                       | Corto         | Quattro rulli |
| 26 dicembre 1931  | In libertà (On the Loose)                                                                                              | Corto         | Star ZaSu Pitts e Thelma Todd Breve comparsa di Stanlio e Ollio |
| 23 gennaio 1932   | Tutto in ordine (Helpmates)                                                                                            | Corto         | |
| 5 marzo 1932      | Pugno di ferro (Any Old Port!)                                                                                         | Corto         | |
| 16 aprile 1932    | La scala musicale - La scatola musicale - Piano... forte (The Music Box)                                               | Corto         | Tre rulli Oscar al miglior cortometraggio Aggiunto al National Film Registry nel 1997 |
| 21 maggio 1932    | Il circo è fallito - Lo scimpanzé - Stanlio & Ollio eroi del circo (The Chimp)                                         | Corto         | Tre rulli |
| 25 giugno 1932    | Ospedale di contea - La visita (County Hospital)                                                                       | Corto         | |
| 10 settembre 1932 | Ospiti inattesi - Gli imputati (Scram!)                                                                                | Corto         | |
| 23 settembre 1932 | Il compagno B - Conoscete Mr. Smith? - Impacchetta i tuoi guai (Pack Up Your Troubles)                                 | Lungo         | |
| 5 novembre 1932   | Un'idea geniale - Noi e il piccolo Slim - Noi e il pupo (Their First Mistake)                                          | Corto         | |
| 31 dicembre 1932  | Trainati in un buco - Buone vacanze - Precipitati in un buco (Towed in a Hole)                                         | Corto         | |
| 25 febbraio 1933  | Anniversario di nozze - Due come noi (Twice Two)                                                                       | Corto         | |
| 22 aprile 1933    | Il regalo di nozze - Regalo d' onore - Via Convento (Me and My Pal)                                                    | Corto         | |
| 5 maggio 1933     | Fra Diavolo (The Devils' Brother)                                                                                      | Lungo         | Basato sull'opera Fra Diavolo di Daniel Auber |
| 3 agosto 1933     | La ronda di mezzanotte - Guerra ai ladri (The Midnight Patrol)                                                         | Corto         | |
| 7 ottobre 1933    | Lavori in corso - Falegnami (Busy Bodies)                                                                              | Corto         | |
| 28 ottobre 1933   | Attenti al click (Wild Poses)                                                                                          | Corto         | Film delle Simpatiche canaglie con una breve comparsa di Stanlio e Ollio |
| 25 novembre 1933  | Alchimia - Sporco lavoro (Dirty Work)                                                                                  | Corto         | |
| 29 dicembre 1933  | I figli del deserto (Sons of the Desert)                                                                               | Lungo         | Aggiunto al National Film Registry nel 2012 |
| 13 gennaio 1934   | Annuncio matrimoniale (Oliver the Eighth)                                                                              | Corto         | Tre rulli |
| 1 giugno 1934     | La grande festa (Hollywood Party)                                                                                      | Lungo         | Una produzione della Metro-Goldwyn-Mayer |
| 23 giugno 1934    | Andando a spasso (Going Bye-Bye!)                                                                                      | Corto         | |
| 21 luglio 1934    | Vita in campagna - Vita di campagna (Them Thar Hills)                                                                  | Corto         | |
| 30 novembre 1934  | Nel paese delle meraviglie - Il Villaggio Incantato - Stanlio & Ollio nel paese delle meraviglie (Babes in Toyland)    | Lungo         | Basato sull'operetta Babes in Toyland di Victor Herbert e Glen MacDonough Ripubblicato come March Of the Wooden Soldiers, March of the Toys e Revenge is Sweet                                                        |
| 11 dicembre 1934  | Il fantasma stregato - Il vascello stregato (The Live Ghost)                                                           | Corto         | |
| 5 gennaio 1935    | Questione d'onore - Una questione d'onore (Tit for Tat)                                                                | Corto         | Nominato per l'Oscar come miglior cortometraggio live action |
| 26 febbraio 1935  | Gelosia - Allegri poeti (The Fixer Uppers)                                                                             | Corto         | |
| 6 agosto 1935     | Fratelli di sangue - L'orologio antico - Più consistente dell'acqua (Thicker than Water)                               | Corto         | |
| 23 agosto 1935    | Gli allegri eroi - Gli allegri Scozzesi - La bella Scozia (Bonnie Scotland)                                            | Lungo         | |
| 14 febbraio 1936  | La ragazza di Boemia - Noi siamo zingarelli (The Bohemian Girl)                                                        | Lungo         | Adattato dall'opera The Bohemian Girl di Michael William Balfe e Alfred Bunn Con Darla Hood |
| 11 maggio 1936    | Sulla strada sbagliata (On the Wrong Trek)                                                                             | Corto         | Commedia di Charley Chase con una breve comparsa di Stanlio e Ollio |
| 30 ottobre 1936   | Allegri Gemelli - I nostri parenti (Our Relations)                                                                     | Lungo         | |
| 16 aprile 1937    | I fanciulli del West - Allegri vagabondi - Verso il lontano West (Way Out West)                                        | Lungo         | |
| 21 maggio 1937    | Scegliete una stella (Pick a Star)                                                                                     | Lungo         | Breve comparsa di Stanlio e Ollio |
| 20 maggio 1938    | Avventura a Vallechiara - Noi e la gonna (Swiss Miss)                                                                  | Lungo         | |
| 19 agosto 1938    | Vent'anni dopo - Stanlio & Ollio teste dure (Block-Heads)                                                              | Lungo         | Breve comparsa di Tommy Bond |
| 1939              | Zenobia - Ollio sposo matacchione (Zenobia)                                                                            | Lungo         | Solo con Ollio |
| 20 ottobre 1939   | I diavoli volanti (The Flying Deuces)                                                                                  | Lungo         | Una produzione della RKO Radio Pictures |
| 16 febbraio 1940  | Noi siamo le colonne - Uno sciocco a Oxford (A Chump at Oxford)                                                        | Lungo         | Pubblicato dalla United Artists |
| 3 maggio 1940     | C'era una volta un piccolo naviglio - Cretini in mare - Il piccolo naviglio (Saps at Sea)                              | Lungo         | Pubblicato dalla United Artists |
| 10 ottobre 1941   | Ciao amici! (Great Guns)                                                                                               | Lungo         | Una produzione della 20th Century Fox |
| 7 agosto 1942     | Sim salà bim (A-Haunting We Will Go)                                                                                   | Lungo         | Una produzione della 20th Century Fox |
| 4 aprile 1943     | Il nemico ci ascolta (Air Raid Wardens)                                                                                | Lungo         | Una produzione della Metro-Goldwyn-Mayer |
| 17 aprile 1943    | L'albero in provetta (The Tree in a Test Tube)                                                                         | Corto         | Film di un rullo (a colori) prodotto dal Dipartimento dell'Agricoltura degli Stati Uniti d'America. Girato durante Gli allegri imbroglioni, Stanlio e Ollio compaiono brevemente                                      |
| 11 giugno 1943    | Gli allegri imbroglioni - Gli allegri imbroglioni e il rock n' roll - I ballerini (Jitterbugs)                         | Lungo         | Una produzione della 20th Century Fox |
| 1 novembre 1943   | Maestri di ballo (The Dancing Masters)                                                                                 | Lungo         | Una produzione della 20th Century Fox |
| 1 marzo 1944      | Sempre nei guai (Nothing but Trouble)                                                                                  | Lungo         | Una produzione della Metro-Goldwyn-Mayer |
| 1 settembre 1944  | Il grande botto (The Big Noise)                                                                                        | Lungo         | Una produzione della 20th Century Fox |
| 18 maggio 1945    | I Toreador (The Bullfighters)                                                                                          | Lungo         | Una produzione della 20th Century Fox |
| 21 novembre 1951  | Atollo K (Atoll K) | Lungo         | Una co-produzione di Les Films Sirius (Francia), Franco-London Films (Francia) e Fortezza Films (Italia); pubblicato nel Regno Unito come Escapade; ripubblicato negli Stati Uniti come Robinson Crusoe-Land e Utopia |

## Lungometraggi

### Muraglie(1931)

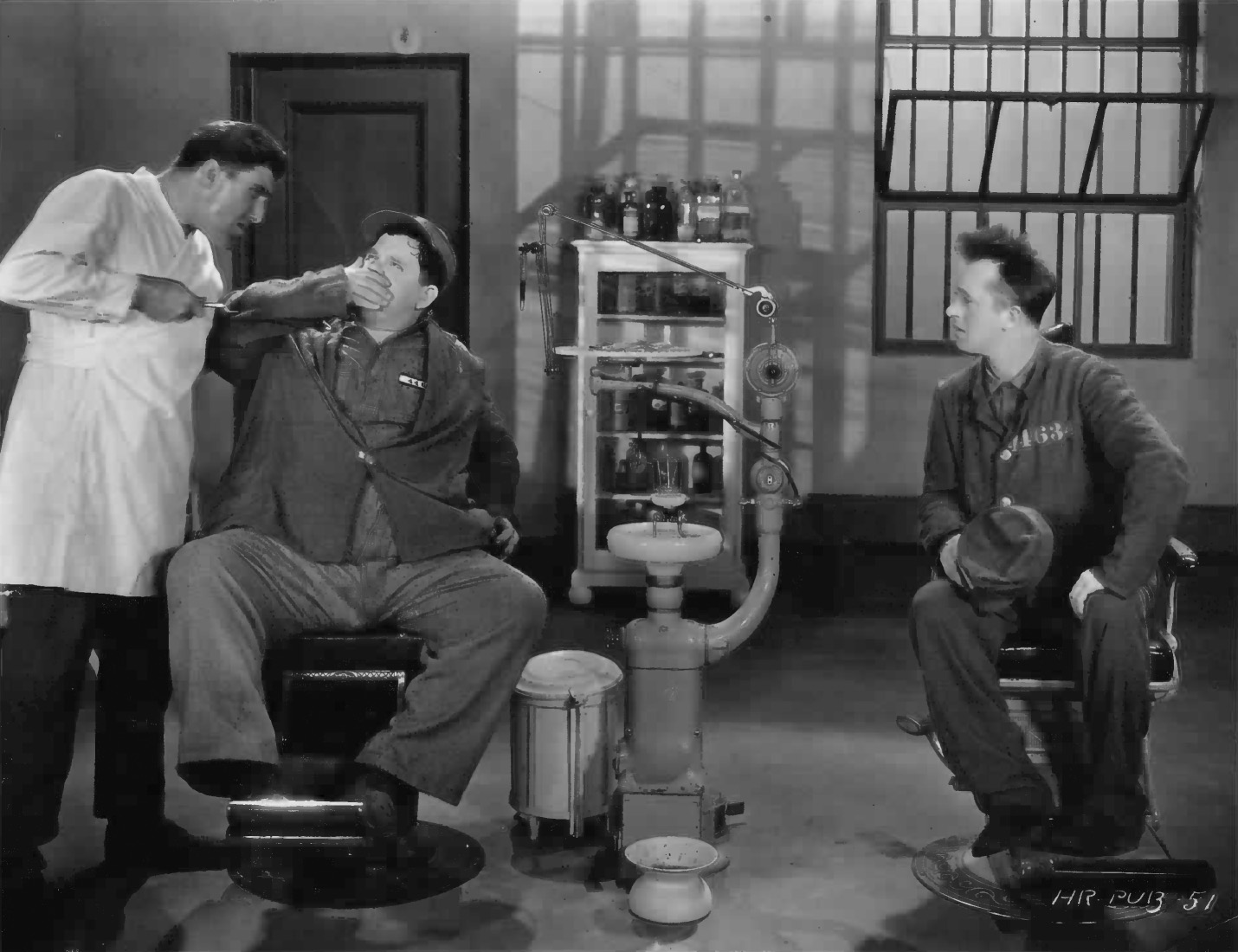
Una foto di scena di Muraglie

Stanlio e Ollio sono in pieno proibizionismo, tuttavia decidono di fare soldi fabbricando della birra, e per questo vengono incarcerati. In prigione conoscono il temuto bandito Tigre Long, che sta organizzando una rivolta e una fuga. I due scappano, e si nascondono in una piantagione di cotone, venendo però scoperti dal direttore della prigione. Il Tigre organizza una nuova rivolta, ma Stanlio e Ollio con la loro stupidità la sventano, e vengono graziati.
In alcune versioni distribuite in Italia, il film ha una sorta di "prologo", ossia i primi sette minuti della comica I due legionari, con i dialoghi originali cambiati per dare senso alla storia. Ciò fu fatto dai distributori italiani perché il film originale non riusciva a raggiungere l'ora di durata. Esistono in Italia anche numerose altre edizioni del film, di svariata durata, che oscilla dai 41 minuti ai 60 minuti di durata. La versione tuttavia più apprezzabile è quella di 56 minuti, con l'aggiunta del prologo. A colori la versione italiana, a differenza di quella americana di 65 minuti, dura sempre 56, ma senza il prologo.

### I due legionari(1931)
Più che un lungometraggio, il film è un mediometraggio, perché dura solo 35 minuti. Tuttavia la critica l'ha inserito nella collana dei film lunghi della coppia.
Ollio è innamorato di una ragazza, ma presto riceve da lei una lettera, che gli comunica che lo ha lasciato per un altro. Ollio allora decide di dimenticare arruolandosi nella legione straniera, coinvolgendo anche Stanlio. I due però combinano vari pasticci, e durante una ricognizione per recarsi ad un forte alleato, vedono dispersa la brigata per una tempesta di sabbia, e solo loro due giungono a destinazione. Il forte sta respingendo l'attacco di fanatici musulmani, ma Stanlio e Ollio riescono a vincere, e a scoprire che sia il loro comandante, che il capo dei fanatici, sono innamorati della ragazza di Ollio.

### Il compagno B(1932)
Stanlio e Ollio si arruolano nella Grande guerra, e quando tornano vincitori scoprono che il loro amico Billy Smith è morto, e che la sua piccola figlia è in casa di estranei. L'unico parente che si interessi alla causa è il nonno, ma Stanlio e Ollio sanno che solo che si chiama "Smith", come il figlio. Il problema è che a New York ci sono milioni di "Smith", e così Stanlio e Ollio si avviano ad un'affannosa ricerca ricca di equivoci, finendo per trovare il nonno nella persona di un burbero bancario, il cui cuoco, per fatti precedenti, intende uccidere i due protagonisti.

### Fra Diavolo(1933)
In Italia, nel Settecento, Stanlio e Ollio sono due banditi che incontrano il temuto fuorilegge Fra Diavolo, per cui si mettono al servizio. Diavolo ha intenzione di spacciarsi per il Marchese di San Marco per rubare un grande medaglione e 500.000 franchi ad una ricca dama, l'inglese Lady Rocburg, venuta in vacanza in Italia, in una località montana. Stanlio e Ollio si mettono al servizio della locanda locale, ma rischiano più volte di far scoprire l'identità di Fra Diavolo. Mentre i due cercano anche di impedire che la figlia dell'albergatore si sposi con un rozzo locale, invece che con il bel Lorenzo, Diavolo seduce Lady Rocburg e le ruba i gioielli, ma un'ubriacatura di Stanlio e Ollio permette che Fra Diavolo venga riconosciuto.

### I figli del deserto(1933)
Stanlio e Ollio sono soci di un gruppo chiamato "Figli del deserto", che ogni anno a Chicago tiene un congresso con delle feste e baldorie varie. Stanlio e Ollio vogliono andarci, ma la moglie del primo acconsente, mentre quella dell'altro è furiosa, perché vuole fare un viaggio in montagna. Ollio allora decide di fingersi malato, e si fa consigliare da un bizzarro medico un viaggio ad Honolulu, assieme a Stanlio. I due dunque scappano e vanno al congresso di Chicago, ma le mogli lo scoprono, e si vendicano non appena i due tornano a casa, mentre inventano una contorta storia sul naufragio della nave che li portava all'isola.

### Nel paese delle Meraviglie(1934)

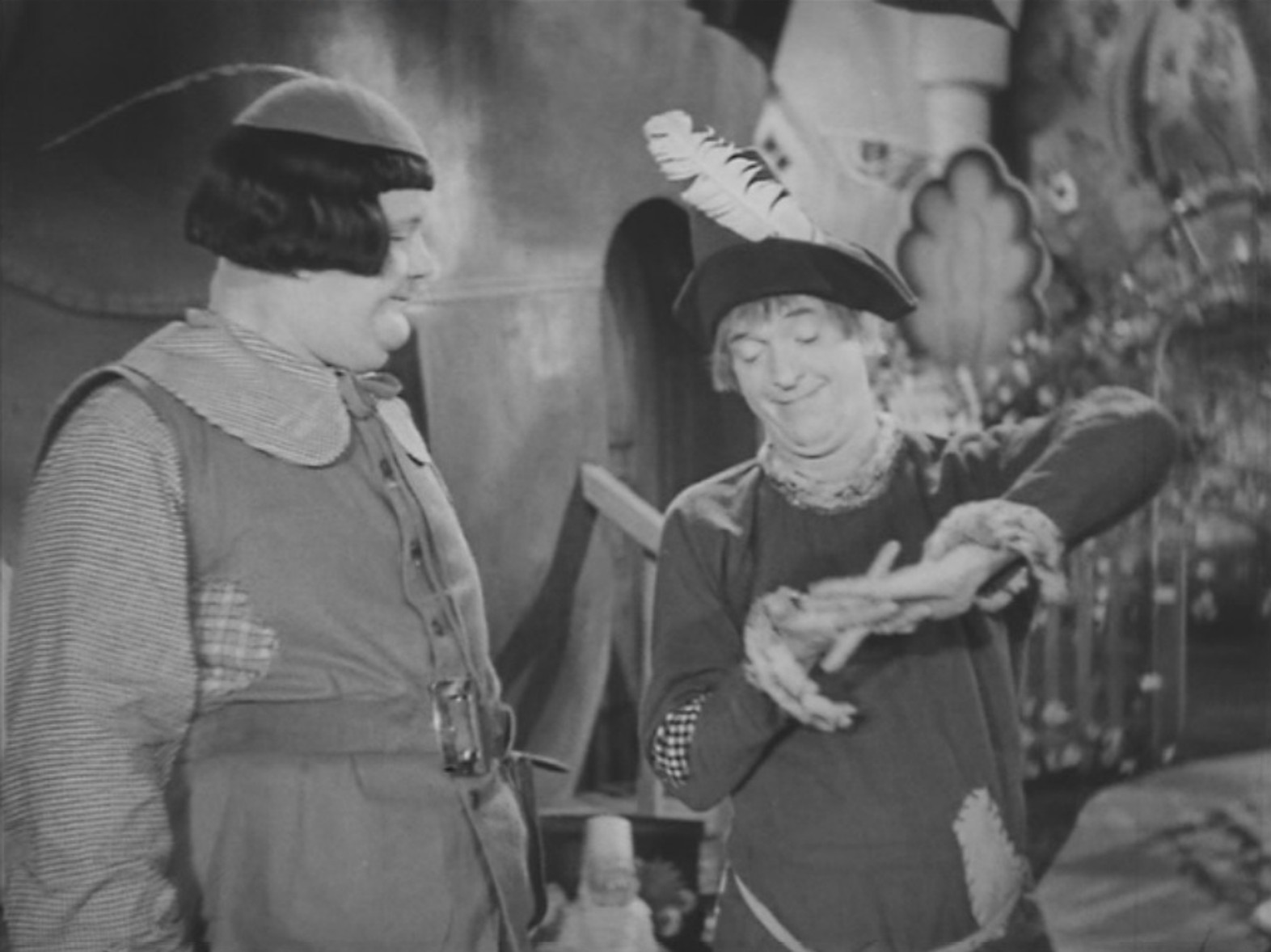
Una scena de Nel paese delle meraviglie

Nel villaggio di Balocchia (Toyland), Stannie Dum e Ollio Dee (Stanlio e Ollio) lavorano nella fabbrica di giocattoli di Babbo Natale, mentre la padrona che li ospita nella sua casa di scarpa, è vittima delle prepotenze del ricco e crudele Silas Barnaba, che ne insidia la figlia pastorella Bo-Peep, innamorata di Tom-Tom Piper.
Stanlio e Ollio vengono licenziati, perché Barnaba è molto influente nella cittadina incantata, e vengono pure processati perché Barnaba rapisce apposta uno dei tre porcellini per toglierli di mezzo. Barnaba però viene scoperto, e si rifugia nella Caverna Malefica, dove vivono uomini-bestia mangiatori di uomini. Barnaba intende conquistare Balocchia con tale esercito per avere il potere e per rapire Bo-Peep, ma Stanlio e Ollio sventano il piano con un esercito di giocattoli: dei soldatoni di piombo.

### La grande festa(1934)

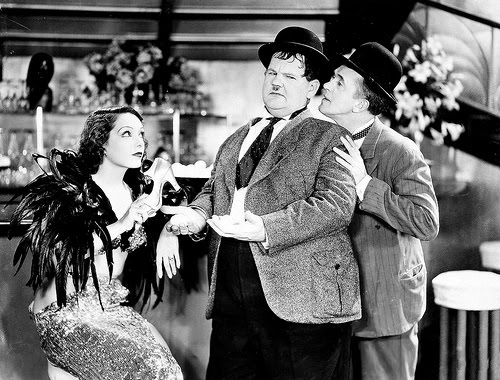
Stanlio, Ollio e Lupe Velez in La grande festa

Il film è ambientato in una ricca villa, dove si incontrano vari personaggi famosi di Hollywood: da Walt Disney a Topolino. Stanlio e Ollio interpretano una breve parte di loro stessi, che non sono invitati, ma che riescono comunque ad imbucarsi alla cerimonia. Incontrano prima Lupe Velez nei panni di un'attrice viziata e capricciosa, e poi litigano con qualche invitato. Scoperti dalle guardie, fuggono in giardino dove liberano dalla gabbia un leone.

### Gli allegri eroi - Gli allegri Scozzesi(1935)

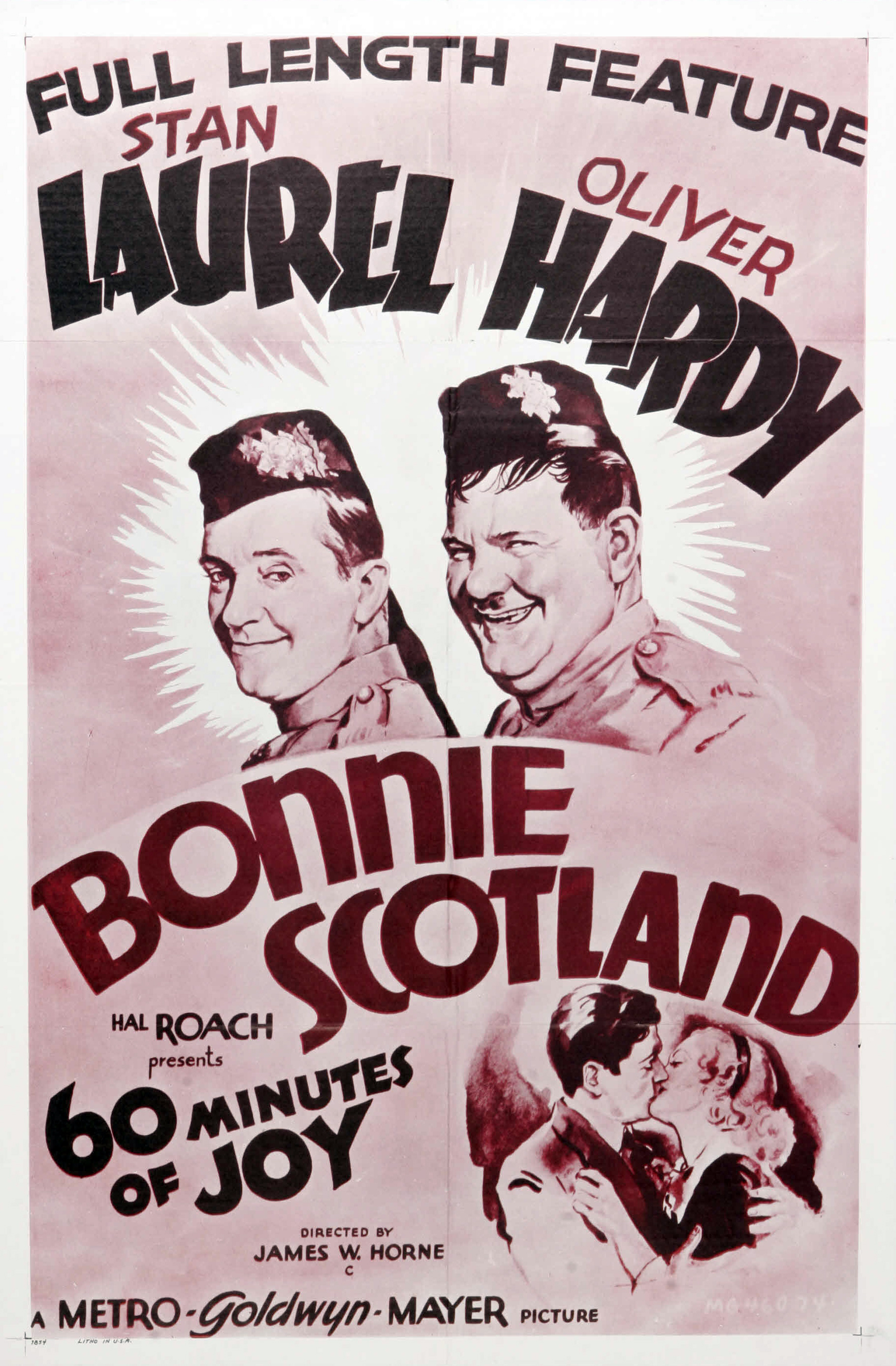
Poster di Allegri eroi

Stanlio e Ollio, vagabondi, giungono con mezzi di fortuna in Scozia dove Stanlio deve ereditare qualcosa dal nonno: una tabacchiera e una cornamusa. Delusi, i due combinano pasticci all'hotel per cucinare una sogliola, e poi decidono di arruolarsi nell'esercito scozzese, poiché non hanno più un soldo,  in campagna militare contro i ribelli dell'India. Stanlio e Ollio durante l'addestramento ne combinano di tutti i colori, inimicandosi specialmente il Sergente Finlayson, loro superiore. Nell'esercito giunge anche il giovane Alan, un amico dei due, disperato per una relazione amorosa non corrisposta, poiché la sua amata è promessa a un altro.
Quando le spie scozzesi scoprono che il sultano indù sta progettando un attacco contro di loro, mandano proprio Stanlio e Ollio come ambasciatori e anfitrioni, mentre cercano di bloccare l'attacco nemico. I due rischiano di essere uccisi, quando Stanlio ha la brillante idea di far scappare le guardie lanciando loro delle arnie piene di api. Tuttavia la furia degli insetti colpisce anche l'esercito scozzese!

### Noi siamo zingarelli - La ragazza di Boemia(1936)
Nel Seicento, in Boemia, Stanlio e Ollio vivono in una carovana di zingari che rubano nei dintorni del borgo del Conte Arnheim. La piccola figlia del conte, Arline, viene rapita dalla moglie di Ollio, perché il suo amante è stato frustato a sangue dalle guardie, e intende vendicarsi. Ollio non si accorge di nulla, e si ritrova ad allevare Arline come sua figlia, assieme a Stanlio. Quando Arline raggiunge circa vent'anni, viene catturata dalle guardie del Conte Arnheim perché creduta rubasse. Stanlio e Ollio accorrono in soccorso, ma vengono catturati e torturati, mentre il Conte riconosce in Arline sua figlia.

### Allegri gemelli(1936)
Stanlio e Ollio hanno due gemelli: Alfie e Bert, assai pasticcioni come loro. Quando Alfie e Bert, marinai, devono consegnare un importante anello (copertura di un incontro tra spacciatori di gang), si scontrano con i fratelli Stanlio e Ollio, i quali vengono scambiati per i due marinai che hanno l'anello. Iniziano così tanti equivoci, e anche le mogli di Stanlio e Ollio finiscono per lasciare i due, mentre Alfie e Bert sono inseguiti dal capitano della loro nave, che poi, con i suoi scagnozzi, perseguitano Stanlio e Ollio che non sanno niente, durante una cerimonia di festa su una nave.

### I fanciulli del West - Allegri vagabondi(1937)
Stanlio e Ollio sono vagabondi nel selvaggio West, e devono portare il testamento di un uomo alla figlia Mary Roberts, che lavora nel saloon di un dispotico proprietario chiamato Mickey Finn, e della sua moglie l'attrice Lola Marcel. Stanlio e Ollio scambiano Lola per la figlia, a cui lasciano una miniera piena d'oro, incluso il testamento, ma quando si accorgono dell'errore, fanno di tutto per riavere il documento.

### Scegliete una stella(1937)

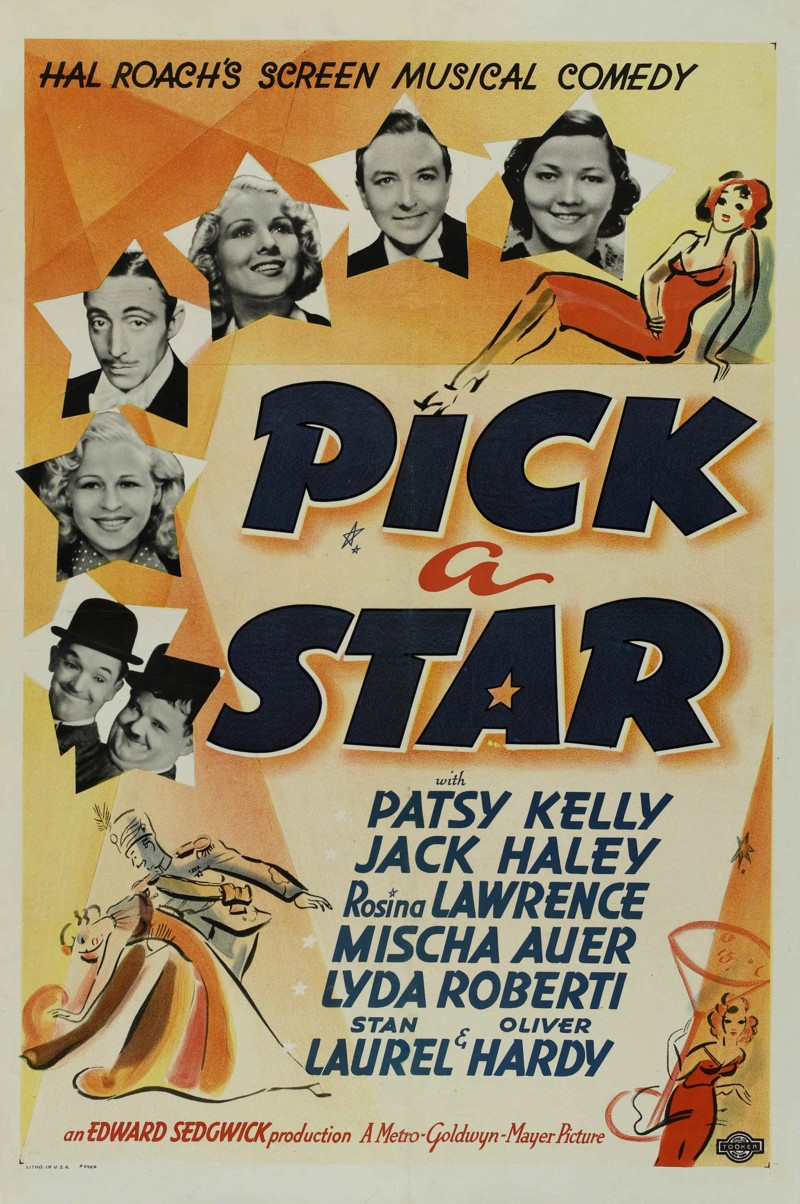
Poster del film Scegliete una stella

Nella storia del film una povera ragazza (Rosina Lawrence) entra fortunatamente nel mondo del cinema e diventa famosa. Stanlio e Ollio interpretano alcuni sketch di 15 minuti dove giocano con una tromba e scatenano una rissa al saloon.

Nella prima sequenza Stanlio e Ollio impersonano due sceriffi che entrano in un saloon, molto temuti dagli altri cowboys, tranne un brutto ceffo (Walter Long), che provoca Stanlio, che risponde tirandogli una bottiglia in testa. L'uomo reagisce colpendo Ollio, e dopo una breve battaglia, la scena termina. Stanlio e Ollio si concedono una pausa, e una donna domanda come facciano a non farsi male con le bottiglie spaccate in testa. Stanlio risponde che sono finte e fa una prova, prendendo però una bottiglia vera, fracassandola in testa a Ollio, che sviene.
Nella seconda sequenza Stanlio e Ollio sono in pausa, e Stan si diverte con un'armonica. Ollio pensa bene di suonare meglio di lui con un'altra armonica, ma la ingoia. Il film in Italia è stato distribuito in una versione di 15 minuti, doppiata da Enzo Garinei e Giorgio Ariani.

### Avventura a Vallechiara(1938)
Stanlio e Ollio giungono in un paesino montano della Svizzera per vendere trappole per topi. Non avendo successo, vengono però ricompensati con dei franchi svizzeri svalutati, e non riescono a pagare il conto ad un albergo-ristorante, per cui sono costretti a lavorare come camerieri. Nel frattempo un noto pianista di organo giunge nella località con la moglie, odiata dal consorte, perché risulta più brava di lui nella musica. La moglie allora, per rendere geloso il marito, fa finta di essere innamorata sia di Ollio che del capocuoco dell'albergo, che entrano in conflitto.

### Stanlio e Ollio teste dure - Venti anni dopo(1938)
Stanlio e Ollio combattono nella prima guerra mondiale, ma quando finisce, Stanlio non capisce e rimane per vent'anni in trincea. Rimpatriato, viene invitato da Ollio nella sua casa per un pranzo, ma la moglie di Ollio non è d'accordo. Infatti Ollio ha chiesto a lei la macchina per prendere Stanlio alla Casa del Soldato, ma l'ha lasciata guidare all'amico, che l'ha distrutta. Poi Oliver ha rischiato di fare a botte con Finlayson un inquilino del condominio, e infine Stanlio, cucinando assieme ad Ollio, ha lasciato il gas aperto, facendo esplodere la cucina!  Successivamente la moglie di Ollio crede che il marito la tradisca con miss Gilbert, entrata in casa e rimasta chiusa nel baule per un equivoco. Quando Mr. Gilbert scopre sua moglie rinchiusa, insegue Stanlio e Ollio, sparando colpi di fucile.

### I diavoli volanti(1939)

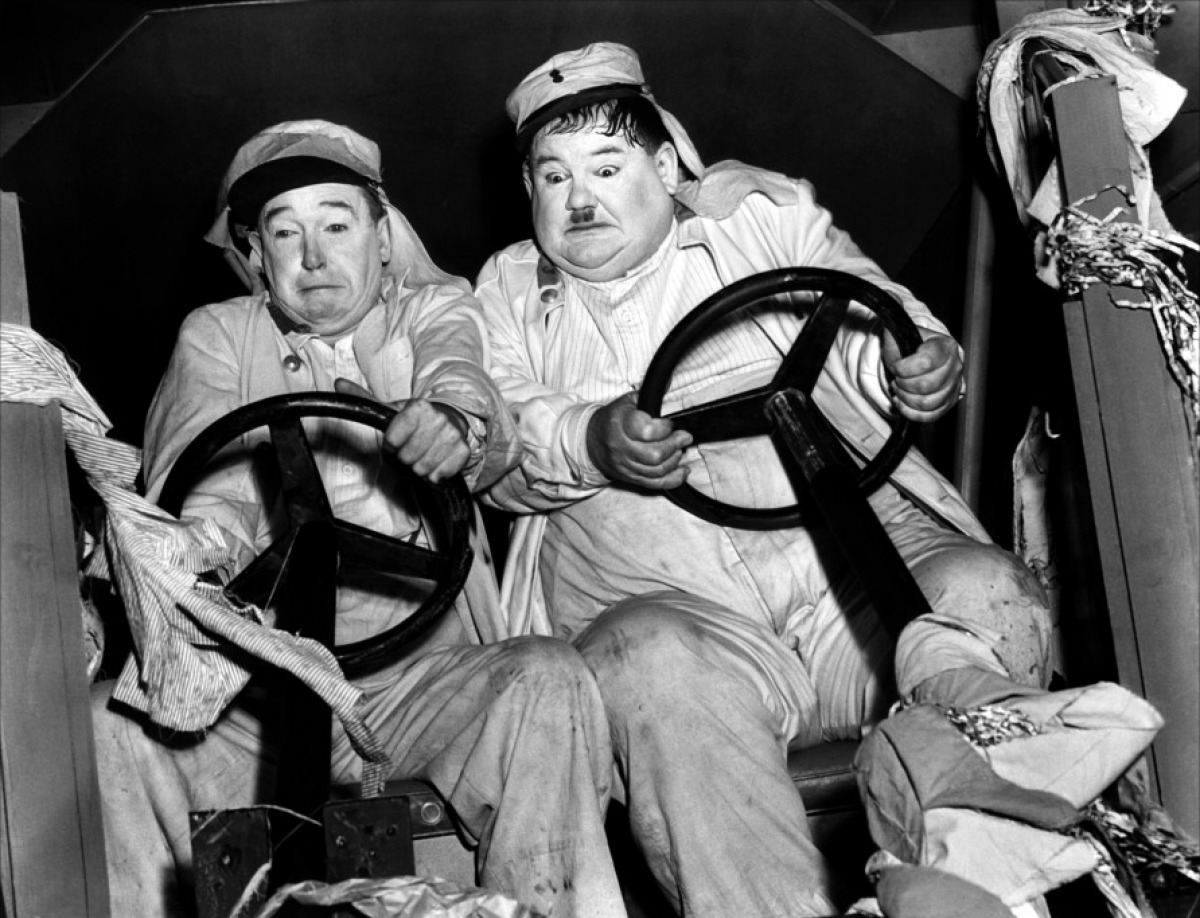
Stanlio e Ollio (Stan Laurel a sinistra e Oliver Hardy a destra) nel film I diavoli volanti (The Flying Deuces)

Stanlio e Ollio sono a Parigi: Ollio è innamorato di una bella ragazza, ma non essendo ricambiato decide prima di suicidarsi, ma poi si convince ad arruolarsi nella Legione Straniera. Lì Stanlio e Ollio fanno di tutto per farsi incriminare per insubordinazione e vengono incarcerati e condannati alla fucilazione. Fortunatamente riescono a scappare e a cercare di tornare in America con un aeroplano, che però si schianta. Solo Stanlio ne esce salvo, poiché Ollio muore. Alla fine della storia, come lo stesso desiderio espresso da Ollio prima del falso suicidio sulla Senna, egli si reincarna in un cavallo, che Stanlio va a trovare quotidianamente da buon amico. La storia è quasi tutta un ampliamento del vecchio mediometraggio Allegri legionari.

### Noi siamo le colonne(1940)
I due amici cercano un lavoro, e riescono a trovare immediatamente la mansione di camerieri in una ricca villa, dove i domestici si sono appena licenziati. I due subito accettano l'offerta, visto che in serata è prevista una grande cena di gala, dove devono dare il meglio. Stanlio e Ollio però vengono cacciati, perché non riescono ad adempire al loro ruolo: Ollio è troppo maldestro, e Stanlio prima si ubriaca, poi fraintende un ordine del padrone e si presenta semi-nudo, servendo l'insalata: motivo per cui i due sono immediatamente licenziati, cercando un successivo lavoro come semplici spazzini di strada. Si accorgono che per lavorare bene necessita una buona istruzione, e si iscrivono all'Università di Oxford, venendo presi in giro dagli alunni. Durante questi scherzi, Stanlio batte la testa alla finestra, e diventa un'altra persona: un brillante professore che aveva lasciato anni prima l'università.

### C'era una volta un piccolo naviglio(1940)
Stanlio e Ollio lavorano in una fabbrica di corni, ma Ollio è affetto dalla curiosa malattia della cornofobia, ed è consigliato dal medico di fare una vacanza su una barca, in tranquillità, e di bere latte di capra. Peccato che un bandito, fuggito dal carcere, si rifugi nel piccolo natante, e che la capra legata alla corda al molo mangi la corda, facendo navigare i tre in mare aperto.
Nella versione italiana, esistono alcune copie in cui all'inizio del film è aggiunta tutta la comica Buone vacanze, perché all'epoca si doveva far superare l'ora di durata alla pellicola. Stanlio e Ollio vendono pesce, ma vogliono mettersi in proprio e così comprano una barca in disuso per rimetterla in ordine e in grado di navigare. Peccato che Stanlio finisce per distruggerla. Da qui inizia la scena in cui Stanlio e Ollio lavorano nella fabbrica di corni.

### Ciao amici!(1941)
Stanlio e Ollio lavorano per un ricco milionario: Dan Forrester che è sempre affetto da debolezze fisiche. Il medico consiglia a Dan di praticare attività fisica nell'esercito, e così Stanlio e Ollio lo accompagnano nell'accampamento, dove i soldati si allenano per combattere nella seconda guerra mondiale. I due sono molto attenti, anche in maniera paranoica, a Dan, perché l'hanno promesso alla zia, e perché temono che il giovane possa ammalarsi o finire nei guai, non essendo mai uscito dalla sua villa; e fanno di tutto per ostacolarlo quando Dan si innamora di Ginger, procurandosi le inimicizie del Sergente Hippo, sua amante.

### Sim Sala Bim(1942)
Stanlio e Ollio vengono scarcerati per vagabondaggio, e dopo aver rischiato la galera per aver comprato un aggeggio che moltiplicherebbe i soldi, non riuscendo a pagare un pranzo in un treno, vengono avvicinati dall'illusionista Dante il Mago, che li assume per il suo grande spettacolo di magia. Nel frattempo Stanlio e Ollio si erano scontrati con una banda di criminali che voleva raggirare una donna riguardo alla sua eredità, avendole fatto credere che il figlio le era morto. Ora Stanlio e Ollio scoprono che qualcuno è morto davvero, e che è nascosto in una cassa che serve a Dante per il numero di magia.

### Il nemico ci ascolta(1943)
Stanlio e Ollio cercano lavoro in una piccola città, e lo trovano venendo reclutati come spie americane contro i nazisti. Infatti presto scoprono che alcuni infiltrati stanno cercando di far saltare in aria la cittadina, e così si mettono all'opera.

### Gli allegri imbroglioni(1943)
Stanlio e Ollio sono musicisti, e fanno amicizia con un giovane imbroglione: Bob, che vende loro delle pillole che trasformerebbero l'acqua in benzina. Stanlio e Ollio rischiano l'arresto quando le vendono al pubblico, ma Bob riesce ad ingannarli, dicendo loro che devono spacciarsi l'uno per un ricco messicano, e l'altro (Stanlio) per una zia di Bob che deve dargli un'eredità. Infatti Bob si è messo nei guai con una gang, essendosi innamorato della bella cantante di un night club, e ora lascia che Stanlio e Ollio se la sbrighino con i lestofanti.

### I maestri di ballo(1943)
Stanlio e Ollio sono insegnanti di danza, e hanno per amici due giovani innamorati. Lei è la ballerina migliore della scuola, ricca figlia di un imprenditore. Il ragazzo invece lavora in una fabbrica, ed ha inventato qualcosa di strabiliante, un raggio in grado di polverizzare qualsiasi cosa; ma ha bisogno di fondi per maggiori studi. Stanlio e Ollio intanto devono fare i conti con la realtà, perché non hanno un soldo per pagare le tasse della scuola in affitto, e rischiano lo sfratto. Però si fanno ingannare da due truffaldini che fanno firmare a Ollio una polizza assicurativa su Stanlio per gli infortuni. Se Stanlio si infortuna, riceverà un mucchio di soldi. Dopo che l'invenzione del loro giovane amico fa cilecca, Stanlio e Ollio vedono i loro progetti sfumati; così Oliver pensa bene di far rompere qualcosa a Stanlio per intascare dei soldi; ma è Ollio a rompersi la gamba!

### Il grande botto(1944)
Stanlio e Ollio sono detective, che si mettono al servizio di un giovane scienziato eccentrico che ha inventato il prototipo di una bomba atomica, che deve usare contro i nazisti. Per equivoci ed intrighi di potere, Stanlio e Ollio si ritrovano a dover custodire la bomba, che portano prima in treno, dentro la fisarmonica di Stanlio, e poi in aereo, dove la fanno scoppiare sopra un sottomarino nemico.

### Sempre nei guai(1944)
Stanlio e Ollio sono due camerieri che si ritrovano al servizio di una ricca famiglia, il cui ragazzo, che deve ereditare una cospicua somma, si ritrova in pericolo di vita. I due camerieri hanno il dovere di proteggerlo a tutti i costi.

### I Toreador(1945)
Stanlio e Ollio sono due federali che approdano in Messico per arrestare una seducente bandita. In città c'è anche Hot Shot, ex truffatore, il quale si sta rifacendo una vita dopo la pena scontata per colpa di Stanlio e Ollio, verso i quali giura vendetta. Avendo fallito e non sapendo cosa fare, il collega truffaldino di Hot Shot, non sapemdo minimamente chi siano i due detective, vuole organizzare un combattimentilo truccato di toreri, riconosce in Stanlio il perfetto gemello del mitico torero Don Sebastian, che deve giungere in Città del Messico per il prossimo incontro truccato. Ollio annusa la buona occasione per ricevere dei soldi, e così sta al gioco, spacciando Stanlio per il bravo torero don Sebastian, che alla fine arriva nella corrida durante il combattimento. Mentre i due stanno per abbandonare la città, incontrano il loro nemico, che mette n atto la sua vendetta.

### Atollo K(1951)
Si tratta del film conclusivo della coppia,  ritenuto dalla critica e dal pubblico il peggiore. Non tanto per la presenza di Laurel e Hardy,  ma per la sceneggiatura,  la scarsa capacità recitativa degli attori di contorno e per le cattive condizioni di salute di 
Laurel.
Stanlio e Ollio giungono a Londra per ricevere una ricca eredità, che però si esaurisce nel pagare gli esecutori testamentari. Quello che rimane è una barca a vela con motore, ormeggiata a Marsiglia. Stanlio e Ollio decidono di consolarsi, ma quando partono, si ritrovano in compagnia di Antonio, italiano scappato dal suo Paese perché è un giramondo, e di un buffo individuo che non desidera avere la cittadinanza in nessun posto. Durante una tempesta, i quattro amici si ritrovano in un atollo sbucato nel mare dal nulla, e decidono di farne propria colonia con una costituzione. Peccato che l'isola risulti avere del petrolio e ricche risorse naturali, e che faccia gola a tanti loschi individui, che vogliono togliere di mezzo Stanlio e Ollio, i due amici, e una cantante graziosa,  scappata dalla Francia per un matrimonio infelice. Proprio quando tutto si complica,  scoppia una furiosa tempesta che fa sprofondare l'atollo nel mare, da cui era apparso.

## Distribuzione dei film sonori di Stanlio e Ollio prima del doppiaggio
Nel 1930 fu utilizzato ufficialmente il suono per tutte le pellicole americane e non, malgrado ciò, per la distribuzione estera dei film, non era stato ancora introdotto il doppiaggio; ragion per cui i registi e gli attori erano costretti a rigirare daccapo tutto il film nelle lingue principali estere: inglese, francese, italiano, spagnolo, tedesco.
Anche Laurel e Hardy per il film Muraglie, ad esempio, si cimentarono in questa scelta, voluta dal produttore Hal Roach.

### Film recitati in spagnolo
- Ladrones (ver. alt. di I due ladroni), regia di James Parrott (1930)
- La Vida Nocturna (ver. alt. di La sbornia), regia di James Parrott (1930)
- De tal palo tal astilla (ver. alt. di I monelli), (1930)
- Tiembla y titubea (ver. alt. di Sotto zero), regia di James Parrott (1930)
- Radio-mania (ver. alt. di Un marito servizievole), regia di James Parrott (1930)
- Noche de duendes (ver. alt. di L'eredità / Concerto di violoncello), regia di James Parrott (1930)
- Los calaveras (ver. alt. di La bugia / Non c'è niente da ridere), regia di James Parrott e James W. Horne (1931)
- Politiquerías (ver. alt. di Donne e guai), regia di James W. Horne (1931)
- De bote en bote (ver. alt. di Muraglie), regia di James Parrott e James W. Horne (1931)

### Film recitati in francese
- Une nuit extravagante (ver. alt. di La sbornia), regia di James Parrott (1930)
- Les bons petit diables (ver. alt. di I monelli), regia di James Parrott (1930)
- Feu mon oncle (ver. alt. di L'eredità / Concerto di violoncello), regia di James Parrott (1930)
- Pèle-mèle (ver. alt. di Un marito servizievole), regia di James Parrott (1930)
- Les carrotiers (ver. alt. di La bugia / Non c'è niente da ridere), regia di James Parrott e James W. Horne (1931)
- Sous les verrous (ver. alt. di Muraglie, regia di James Parrott e James W. Horne (1931)

### Film recitati in tedesco
- Gluckliche kindheit (ver. alt. di I monelli), regia di James Parrott (1930)
- Spuk im mitternach Drei millionen dollar (ver. alt. di L'eredità / Concerto di violoncello), regia di James Parrott (1930)
- Hinter Schloss und Riegel (ver. alt. di Muraglie), regia di James Parrott e James W. Horne (1931)

### Film recitati in italiano
- I due ladroni (ver. alt.), regia di James Parrott (1930)
- Muraglie (ver. alt.), regia di James Parrott e James W. Horne (1931)

## Antologie e film di montaggio

### Antologie straniere
- Save the Ladies!, (1931)

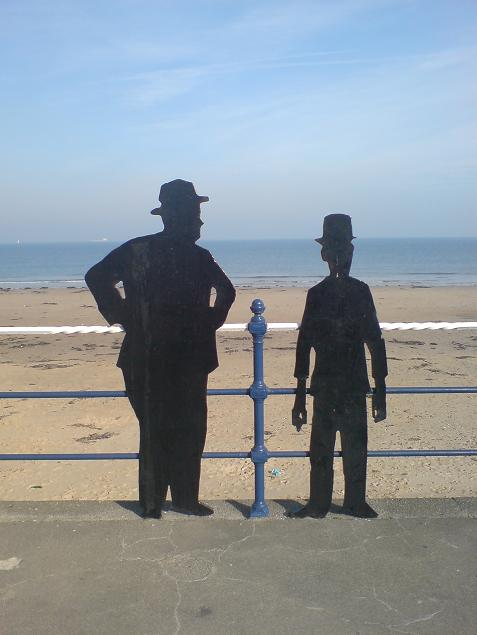
Silhouette ritraente Stanlio e Ollio (Redcar-Inghilterra)

- Piano... forte (A Carambolating Piano), (1933)
- Lui e l'altro (Thoroughly Married), (1934)
- Andiamo a lavorare (Why Work?), (1935)
- Contropelo (A Close Shave), (1935)
- Acqua calda (Hot Water), (1935)
- Champion Chumps, (1937)
- Cavalcata della risata (The Golden Age of Comedy), regia di Robert Youngson (1957)
- I terribili antenati di James Bond (rielaborazione di The Golden Age of Comedy), con Vittorio Caprioli, regia di Robert Youngson (1958)
- La bomba comica (Ca, C'est du Cinema!), (1958)
- La parata dell'allegria (When Comedy Was King), regia di Robert Youngson (1960)
- Emozioni e risate (Days of Thrills and Laughters), regia di Robert Youngson (1961)
- Nickelodeon Days, regia di Fred von Bernewitz (1962)
- Thirty Years of Fun, regia di Robert Youngson (1963)
- MGM's Big Parade of Comedy, regia di Robert Youngson (1964)
- I vagabondi (Les Aventures de Laurel & Hardy), (1964)
- The Crazy World of Laurel & Hardy, regia di Raymond Rohauer, Bill Scott, Skip Craig Roger Donley e Thomas Stanford (1965)
- L'allegro mondo di Stanlio e Ollio (Laurel & Hardy Laughing Twenties), regia di Robert Youngson (1965)
- SOS Stanlio & Ollio (The Furhter Perils of Laurel & Hardy), regia di Robert Youngson (1967)
- Stanlio & Ollio l'irresistibile coppia (The Best of Laurel & Hardy), regia di A. James e Morrie Roizman (1969)
- I re della risata (4 Clowns), regia di Robert Youngson (1970)
- Hollywood Hollywood (That's Entertainment part II), regia di Gene Kelly (1970)
- Dance of the Coockoos, regia di Alan Douglas (1982)

### Antologie italiane
- Lui e l'altro (1935) - riedito con lo stesso titolo nel 1966
- Fuori da quelle muraglie (1946)
- Abbasso le donne (1947)
- Via Convento (1947)
- Non andiamo a lavorare (1948)
- I fratellini (1950)
- Le avventure di Stanlio e Ollio (1950)
- Le due mogli di Ollio (1951)
- Allegri poeti (1951)
- Il vascello stregato (1951)
- La ronda di mezzanotte (1952)
- Tutto il mondo ride, regia di Ignazio Ferronetti (1952)
- Stanlio & Ollio alla riscossa (1955)
- Vi faremo ridere... Stanlio & Ollio (1958)
- Legione straniera (1959)
- Allegri poeti Il vascello stregato (1959)
- Le disavventure di Stanlio & Ollio (1960)
- Ridiamo con Stanlio & Ollio (1961)
- Stanlio & Ollio ereditieri (1963)
- Stanlio & Ollio eroi del circo (1963)
- Stanlio & Ollio in vacanza (1964)
- Gli allegri passaguai (1967)
- Gli allegri legionari (1967)
- Stanlio & Ollio teste dure (1967)
- Il magro, il grasso, il cretino (1968)
- Per qualche merendina in più (1971)
- Gli allegri play boy (1972) - riedizione di Lui e l'altro
- Gli allegri passaguai (1989) - antologia dei comici della collana "CINEHOLLYWOOD: prego sorrida!"
- Il meglio di Stanlio & Ollio (1995)